# Стабилизационен заем
Стабилизационният заем е външен заем на Царство България в размер на 5,5 милиона британски лири (около 3,7 милиарда лева по тогавашния курс), взет от правителството на България през 1928 година с подкрепата на Обществото на народите. Основната цел на заема е да рекапитализира Българска народна банка, като подготви условията за възстановяване на конвертируемостта на лева.

## Условия
Общите условия на бъдещия заем са установени с протокол между България и ОН, подписан през март 1928 година с решаващата подкрепа на Великобритания. Техническите преговори започват през септември между финансовия министър Владимир Моллов и британската банка Шрьодерс, организирала и емисията на Бежанския заем две години по-рано. До споразумение се стига през ноември, като основната част от заема трябва да бъде емитирана от Шрьодерс в Лондон и Ню Йорк, а около 1/4 - от френската банка Париба в Париж. Както и в случая с Бежанския заем, активна роля в преговорите играе председателят на Финансовия комитет на ОН Ото Нимайер.
Сключването на Стабилизационния заем става малко след кулминацията на кредитния бум от 20-те години, когато условията по кредитите на световните финансови пазари започват да се влошават. Правителството се стреми да постигне условия, не по-лоши от тези по Бежанския заем, въпреки че неговата пазарна стойност по това време намалява. Негативно влияние върху пазара на български облигации оказва и дейността на Вътрешната македонска революционна организация в Пиринска Македония, която създава риск от външна военна интервенция в България.
Окончателните условия на заема предвиждат лихва от 7,5%, матуритет от 40 години и емисионен курс, вариращ между 96% и 98,2% в осемте държави на емисията. Номиналната стойност е 5,518 милиона британски лири, а нетните постъпления – 5,006 милиона лири, което съответства на 3,379 милиарда лева по тогавашния курс.
Условията по Стабилизационния заем са малко по-лоши от тези по Бежанския заем. Така доходността при емисията на американския пазар на новия заем е 7,75%, а на стария – 7,65%. Българските заеми са и значително по-рискови от средното ниво на инвестициите на американския пазар (6,18% през 1926 година и 5,67% през 1928 година).

## Скандал с френските доставки
В хода на преговорите през октомври 1928 година представители на френското правителство настояват да получат различни задкулисни отстъпки, като условие за емитиране на заема във Франция. Френското финансово министерство получава уверения, че търгът за участие в новостроящата се военна фабрика в Казанлък ще бъде манипулиран в полза на френска фирма. Лично министър-председателят Реймон Поанкаре успява да издейства писмено потвърждение от Владимир Моллов, че поръчки за 30 милиона лева, финансирани със заема, ще бъдат възложени на френски доставчици. Водят се преговори и за допълнителен заем под егидата на ОН за развитие на железопътната мрежа, като значителна част от него отиде при френски доставчици, но този замисъл не е реализиран.
През април 1929 година тайните договорки между българското и френското правителство излизат наяве и предизвикват обществен скандал. Това става във връзка с поръчки за Български държавни железници, финансирани от Стабилизационния заем, които са възложени незаконно на френски доставчици без търг. Общата им стойност достига 190 милиона лева, значително повече от предварително договорената сума. Оказва се, че министърът на железниците Рашко Маджаров не е в течение на ангажиментите на Моллов към Поанкаре, и се появяват обвинения в корупция към Владимир Моллов. В скандала е замесен и комисарят на ОН за бежанците в София Рьоне Шарон, който е обвиняван в превишаване на правата си.
Въпреки че през юни Финансовият комитет на ОН отрича вината на Шарон, като прехвърля цялата отговорност за случая върху българското правителство, останалите кредитори изразяват неофициално недоволството си от действията на Франция. Във вътрешната кореспонденция между френски дипломати дори се препоръчва подобни практики да се избягват в бъдеще при сделки под егидата на ОН.

## Сръбски опит за спиране на заема
На 20 ноември 1928 година от гарата в Цариброд до югославската информационна агенция „Авала“ първият съветник на сръбското посолство в София Ягич изпраща телеграма, според която по софийските улици били извършвани „кланета“, в провинцията било избухнало „въстание“, а в цяла България било обявено „военно положение“. Чрез агенцията дезинформацията е публикувана във всички европейски и американски вестници с цел компрометиране пред международната общественост на стабилността на българското правителство и спиране на заема. Опроверженията на българското правителство не са възприети сериозно на Запад и само факта, че България и Сърбия са били единствените балкански държави, изплащащи дълговете си, проваля сръбските намерения.